# Helge Bonnén
Helge Bonnén (født 22. marts 1896, død 3. august 1983) var en dansk pianist, komponist og musikpolitiker.
Han debuterede som pianist under 1. verdenskrig efter at have været elev hos Agnes Adler og Anders Rachlew. Bonnén skrev også musik, men det han huskes for i dag er det musikpolitiske arbejde. Han var idemanden bag Unge Tonekunstneres Selskab (UTS), det der i dag hedder De unge Tonekunstnere (DUT), og var med til at grundlægge Dansk Musiktidsskrift (DMT). Han var formand for UTS i 2 perioder og redaktør af DMT i 1920’erne.
I 1932 grundlagde og ledede han Operaselskabet af 1932, hvor han bl.a. introducerede Kurt Weills musikdramatik i Danmark. Desuden har han skrevet en bog om Peter Erasmus Lange-Müller.

## Musik (ikke udtømmende)
- Vore gamle Børnesange
- Sonatine for klaver
- Sonatine for violin og klaver
- Fantasi ved daggry (klaver)
- op. 28 3 Digte af Dan Andersson
- Stadens Løjtnant (sang)
- Pastoralt øjeblik (1956)
- Sommer på Stavrudden (klaver)
- Sankt Hansaften Spil (1945)
- Pigen og Spejlet (1942)
- Suomi. Finsk Rapsodi
- Spoon River Antologien
- Den store Bastian
- Tre klaverstykker
- København: Billeder fra en Storby